# Jørgen Beck (skuespiller)
 For alternative betydninger, se Jørgen Beck. (Se også artikler, som begynder med Jørgen Beck)
Jørgen Beck (13. december 1914 i Roskilde – 5. oktober 1991) var en dansk skuespiller.
Debuterede i 1944 hos Knud Pheiffer.
Optrådte siden på en lang række privat-teatre i København og turnerede ofte i provinsen.
Indspillede en del film og har også arbejdet med både radio og tv.

## Filmografi
Blandt de film han medvirkede i kan nævnes:
- Man elsker kun een gang – 1945
- Op og ned langs kysten – 1950
- Mød mig på Cassiopeia – 1951
- Rekrut 67 Petersen – 1952
- Hvad vil De ha'? – 1956
- Pigen og vandpytten – 1958
- Seksdagesløbet – 1958
- De sjove år – 1959
- Vi er allesammen tossede – 1959
- Weekend – 1962
- Det tossede paradis – 1962
- Sikke'n familie – 1963
- Vi har det jo dejligt – 1963
- Når enden er go' – 1964
- Slap af, Frede – 1966
- Utro – 1966
- Der var engang en krig – 1966
- Flagermusen (film) – 1966
- Jeg er sgu min egen – 1967
- De røde heste (1968) – 1968
- Manden der tænkte ting – 1969
- Ballade på Christianshavn – 1971
- Tjærehandleren – 1971
- Olsen-bandens store kup – 1972
- Manden på Svanegården – 1972
- På'en igen Amalie – 1973
- Olsen-banden på sporet – 1975
- Kun sandheden – 1975
- Affæren i Mølleby – 1976
- Olsen-banden deruda' – 1977
- Skytten – 1977
- Vil du se min smukke navle? – 1978
- Olsen-banden går i krig – 1978
- Skal vi danse først? – 1979